# Lothar von Richthofen
Lothar-Siegfried Freiherr von Richthofen (27 de setembre de 1894 – 4 de juliol de 1922) va ser un as de l'aviació militar alemany durant la Primera Guerra Mundial amb 40 victòries. Era el germà menor de Manfred von Richthofen (el Baró Roig) i un cosí llunyà del Mariscal de camp (Generalfeldmarschall) Wolfram Freiherr von Richthofen de la Luftwaffe.
De la mateixa manera que el seu germà Manfred, Lothar començà la guerra com a oficial de cavalleria en el 4t Regiment de Dragons. L'octubre de 1914, a Attigny, va ser premiat amb la Creu de Ferro de segona classe pel seu valor.
Richthofen s'uní a la Luftstreitkräfte a finals de 1915. Va actuar des de gener de 1916 com un observador amb Jasta 23, de vegades observant per Otto Creutzmann i va passar a l'acció a la batalla de Verdun. Va guanyar la Creu de Ferro de primera classe el desembre i es va entrenar com a pilot.
El seu primer lloc com a pilot va ser en el Jasta 11 del seu germà el 6 de març de 1917. La seva primera victòria va ser el 28 de març de 1917 contra un Esquadró FE 2b of No. 25 del Royal Flying Corps.

## Postguerra
Amb la tornada de la pau, Lothar von Richthofen treballà durant un poc temps a una granja abans d'acceptar un lloc a la indústria. Es va casar amb la Comtessa Doris von Keyserlingk a Komorów el juny de 1919, i van tenir un fill, Wolf-Manfred (1922–2010) i una filla, Carmen Viola (1920–1971), abans del seu divorci. Aleshores ell va esdevenir pilot comercial portant passatgers entre Berlín i Hamburg. El 4 de juliol de 1922 Richthofen morí en un xoc del seu avió LVG C VI a Fuhlsbüttel per una fallada del motor. A bord hi viatjava l'actriu Fern Andra i el seu director Georg Bluen que van resultar ferits.

## En la cultura popular
- Lothar von Richthofen i el seu germà Manfred són personatges en el joc d'ordinador Red Baron